# Norbert Stern
Norbert Stern, vor 1916 Nathan Stern (* 3. April 1881 in Dettensee; † 14. Juli 1964 in München), war ein deutscher Schriftsteller.

## Leben
Nathan Stern – so sein Geburtsname – wurde als jüngstes von acht Kindern des Ehepaars Leopold und Paulina Stern geboren. Er besuchte die jüdische Volksschule in Dettensee und höhere Schulen in Heilbronn und Reutlingen. Wahrscheinlich noch vor dem Abitur 1901 war er von 1898 bis 1899 an der TH Stuttgart für Ingenieurwissenschaften eingeschrieben. Nach verschiedenen Praktika studierte er von 1902 bis 1906 an der TH München Maschinenbau. 1906 wechselte er zu den Geisteswissenschaften und studierte an der LMU München und an der Universität Bern, wo er 1908 promoviert wurde.
Nach dem Studium interessierte er sich für Theorie und Praxis der Mode, 1914 veröffentlichte er eine entsprechende Studie.
Am Ersten Weltkrieg nahm Stern als Infanterist teil, 1915 erlitt er eine schwere Augenverletzung und 1916 wurde er aus dem Militärdienst entlassen. Im selben Jahr heiratete er Therese von Koppmann, aus der Ehe gingen zwei Söhne hervor. 1916 ließ Nathan Stern sich im Alter von 35 Jahren taufen und änderte seinen Vornamen in Norbert.
Stern arbeitete kurzzeitig als Generalsekretär des Reichsverbands der Deutschen Modeindustrie und diente ab Oktober 1916 im Garde-Nachrichten Regiment. 1917 wurde er Pressechef der Deutschen Werkbund-Ausstellung in Bern. Hier arbeitete er später als freier Mitarbeiter der Kaiserlichen Deutschen Gesandtschaft unter der Leitung von Harry Graf Kessler.
Nach Ende des Ersten Weltkriegs war Stern als freier Journalist in der Schweiz tätig, bevor er 1921 nach München zurückkehrte und als Schriftsteller und Privatgelehrter wirkte. Er verfasste mehrere Schriften zur Lebenshilfe. 1922 erblindete Stern vollständig. 1925 wurde seine Ehe geschieden.
Nach der „Machtergreifung“ der Nationalsozialisten galt Norbert Stern – obwohl zum Christentum konvertiert und tiefgläubig – weiterhin als Jude und hatte unter den judenfeindlichen Maßnahmen zu leiden. Am 21. Juli 1942 wurde er in eine eigens errichtete „Judensiedlung“ in München eingewiesen, die als Durchgangslager für die Deportationen diente. Norbert Stern wurde schon am 23. Juli 1942 in das Ghetto Theresienstadt deportiert. Trotz katastrophaler Lebensverhältnisse und unmenschlicher Behandlung überlebte Stern das Ghetto und kehrte am 23. Juni 1945 nach München zurück.
Hier nahm er seine schriftstellerische Arbeit wieder auf, veröffentlichte aber nur noch wenige Schriften. Insbesondere ein Manuskript mit dem Titel „Ein Blinder erlebt Theresienstadt“ blieb unveröffentlicht. Stern lebte in sehr bescheidenen Verhältnissen, zumal er noch immer seine geschiedene Ehefrau und einen Sohn finanziell unterstützte. Zahlreiche Manuskripte Sterns aus der Zeit vor der Deportation waren während seiner Zeit in Theresienstadt verbrannt worden.

## Veröffentlichungen (Auswahl)
- Das Denken und sein Gegenstand. Steinicke, München 1909 (zugleich Dissertation, Universität Bern 1909).
- Mode und Kultur: mit farbigen Lichtdrucktaf., Netz- u. Strichätzungen nach Kunstwerken, Modekupfern, Zeichnungen u. Photogaphien. 2 Bände. Klemm & Weiß, Dresden 1915:
  - Teil 1 [Psychologisch-ästhetischer Teil]
  - Teil 2 [Wirtschaftlich-politischer Teil]
- Die Weltpolitik der Weltmode. Deutsche Verlags-Anstalt, Stuttgart u. a. 1915 (= Der Deutsche Krieg. Band 30/31).
- Frauenmode – Frauenmacht. Cronbach, Berlin 1916.
- Fürchte nicht! Wege zur geistigen Überwindung von Furcht und Feindschaft. Selbstverlag, München 1924.
- Vom Wort zur Kraft. Selbstverlag, München 1934.
- Wer bist du, Mensch? Selbstverlag, München 1961.